# راشيل تشاترغي
راشيل تشاترغي (بالإنجليزية: Rachel Chatterjee) هي موظفة مدنية هندية، ولدت في 29 ديسمبر 1950 في تشيناي في الهند.